# Alessandro Campaiola
Alessandro Campaiola, noto anche con lo pseudonimo di Alessandro Ward (Roma, 19 novembre 1992), è un doppiatore italiano.

## Biografia
Alessandro Campaiola è figlio della doppiatrice Monica Ward, nipote dei doppiatori Luca Ward e Andrea Ward, e fratello maggiore del doppiatore Federico Campaiola. Ha fatto il primo doppiaggio a 4 anni, decidendo di intraprendere la carriera di attore e doppiatore a 15.
È noto per essere il doppiatore di Steve Harrington nella Serie Netflix Stranger Things, di Barry Allen/Flash nella serie tv The Flash dell'Arrowverse, di Eren Jaeger nell'anime de L'Attacco dei Giganti, di Saitama nell'anime di One-Punch Man e di Ryoga Hibiki nel reboot di Ranma ½.

## Doppiaggio

### Film
- Taron Egerton in Kingsman: Secret Service, Eddie the Eagle - Il coraggio della follia, Testament of Youth, Kingsman - Il cerchio d'oro, Robin Hood - L'origine della leggenda, Billionaire Boys Club, Carry-On
- Evan Peters in X-Men - Giorni di un futuro passato, The Lazarus Effect, X-Men - Apocalisse, X-Men: Dark Phoenix
- Douglas Booth in Noah, Posh, PPZ - Pride + Prejudice + Zombies
- Harry Styles in Dunkirk, Eternals, Don't Worry Darling, My Policeman
- Alex Wolff in Lo spaventapassere, Jumanji - Benvenuti nella giungla, Jumanji: The Next Level
- Anthony Ramos in Honest Thief, Transformers - Il risveglio, Twisters
- Jeremy Irvine in War Horse, Mamma Mia! Ci risiamo
- Justice Smith in Città di carta, Ogni giorno, Sharper
- Kyle Allen in Rosaline, Assassinio a Venezia
- Nat Wolff in Colpa delle stelle, Death Note - Il quaderno della morte
- Dmitri Martynov in I guardiani della notte, I guardiani del giorno
- Greg Tarzan Davis in Mission: Impossible - Dead Reckoning, Mission: Impossible - The Final Reckoning
- Dylan O'Brien in Love and Monsters
- Toby Wallace in Babyteeth - Tutti i colori di Milla
- Lucas Till in Monster Trucks, The Collective
- Jesse Eisenberg in Segreti di famiglia
- Lucien Laviscount in The Bye Bye Man
- Landon Liboiron in Obbligo o verità
- Jordan Rodrigues in Lady Bird
- Jacob Latimore in Detroit
- Alexander Ludwig in The Final Girls
- Josh Green in Alvin Superstar - Nessuno ci può fermare
- Burkely Duffield in Warcraft - L'inizio
- Grayson Gabriel in The Midnight Man
- Nick Eversman in L'A.S.S.O. nella manica
- Alex Shaffer in We Are Your Friends
- Shane Harper in God's Not Dead
- Ian Nelson in Il ragazzo della porta accanto
- Augustus Prew in Kick-Ass 2
- Thomas Mann in Hansel & Gretel - Cacciatori di streghe
- Austin Lyon in Miles Ahead
- Reese Mishler in The Gallows - L'esecuzione
- Anthony Sadler in Ore 15:17 - Attacco al treno
- Sam Lerner in Project Almanac - Benvenuti a ieri
- Gabriel Basso in Super 8
- Carson Boatman in Bedevil - Non installarla
- Nolan Sotillo in Prom - Ballo di fine anno
- Reid Ewing in Fright Night - Il vampiro della porta accanto
- Blake Harrison in Finalmente maggiorenni
- Aaron Altaras in Gli invisibili
- Rod Paradot in A testa alta
- Tom Schilling in Opera senza autore
- Jérémie Segard in L'Enfant - Una storia d'amore
- César Domboy in Un amore all'altezza
- Kevin de Paula in Pelé
- Lorenzo van Velzen Bottazzi in Body Language
- Matías Del Pozo in Kamchatka
- Noel Fisher in Tartarughe Ninja, Tartarughe Ninja - Fuori dall'ombra
- Colin Woodell in Unfriended: Dark Web
- Sébastien Foucan in Creators - The Past
- Lukaz Leong in Star Wars - L'ascesa di Skywalker
- Austin P. McKenzie in Il giorno sbagliato
- Mamoudou Athie in Archive 81 - Universi alternativi
- Vincent Lacoste in Illusioni perdute
- Taylor John Smith in La ragazza della palude
- Ty Simpkins in The Whale
- Jacob Scipio ne I mercenari 4 - Expendables
- Milo Manheim in Thanksgiving
- Maxwell Whittington-Cooper in Rustin
- Ou Hao in 800 eroi
- Rohan Campbell in Halloween Ends
- Harrison Gilbertson in Oppenheimer
- Agustín Pardella in La società della neve
- Choi Min-ho in Illang - Uomini e lupi
- Alex Sharp in La ragazza del punk innamorato
- Patrick Garcia in A Journey
- Filip Lipiecki in Freestyle
- Dennis Mojen in Blame the Game
- Bruno Montaleone in I vantaggi del tradimento
- Fernando Cattori in Príncipes salvajes
- David Jonsson in Alien: Romulus
- Ethan Slater in Wicked
- Zach Shaffer in Oh, Canada - I tradimenti
- Andrew Burmap in Biancaneve
- Lewis Pullman in Le notti di Salem
- The Weeknd in Hurry Up Tomorrow
- Charlie Hall in Sweethearts
- Corey Mylchreest ne Il mio anno a Oxford

### Serie televisive
- Grant Gustin in The Flash, Arrow, Supergirl, Legends of Tomorrow
- Blake Harrison in The Inbetweeners, A Very English Scandal
- Alex Tarrant in 800 Words, NCIS: Hawai'i
- Evan Peters in WandaVision, Agatha All Along
- Tom Hughes in A Discovery of Witches - Il manoscritto delle streghe, Those About to Die
- Luke Kleintank in L'uomo nell'alto castello
- Austin Butler in The Shannara Chronicles
- Carter Jenkins in Famous in Love
- Kyle Allen in The Path
- Daniel Webber in The Punisher
- Cody Fern in American Horror Story: Apocalypse
- Douglas Smith in L'alienista
- Jacob Latimore in The Chi
- Joe Keery in Stranger Things
- Justice Smith in The Get Down
- Santiago Segura in Scream
- Max Thieriot in Bates Motel
- Colson Baker in Roadies
- Glen Powell in Scream Queens
- Dominic Sherwood in Shadowhunters
- Aria Shahghasemi in Legacies
- Aaron Tveit in Graceland
- Bryan Craig in Grand Hotel
- Mat Vairo in The Returned
- Niko Nicotera in Sons of Anarchy
- Ross Lynch in Austin & Ally
- Mateo Arias in Kickin' It - A colpi di karate
- Atticus Mitchell in La mia babysitter è un vampiro
- Scott Haran in Maghi contro alieni
- Thomas Lacey in Dance Academy
- Douglas Booth in Dieci piccoli indiani
- Ross Lynch in Teen Beach Movie
- Nick Roux in Lemonade Mouth
- Michael Taber in L.A. Zombie - L'ultima apocalisse
- Jonathan Decker in Deadly Spa - Weekend da incubo
- Matthew Finley in Camp Rock 2: The Final Jam
- Luke Spencer Roberts in Fear the Walking Dead
- Kedar Williams-Stirling in Sex Education
- Herman Tømmeraas in Ragnarok
- Freddy Carter in Tenebre e Ossa
- Austin North in Outer Banks
- Kevsho in Intrecci del passato
- Matt Cornett in High School Musical: The Musical - La serie
- Jordan Rodrigues in Il mistero dei Templari - La serie
- Taz Skylar in One Piece
- Nat Wolff in The Consultant
- Colin Woodell in The Continental: Dal mondo di John Wick
- Joel Oulette in Avatar - La leggenda di Aang
- Luke Thompson in Bridgerton
- Park Jeong-min in The 8 Show
- Taner Ölmez in Yaratilan - La creatura
- Charlie Barnett in The Acolyte - La seguace
- Cooper Koch in Monsters: la storia di Lyle ed Erik Menendez
- Ryoma Takeuchi in Like a Dragon: Yakuza
- Sean Teale in Doctor Odyssey
- Spencer Lord in The Last of Us
- Hunter Cardinal in Kakegurui

### Film d'animazione
- Eren Jaeger in L'attacco dei giganti – Il film: parte I. L'arco e la freccia cremisi, L'attacco dei giganti – Il film: parte II. Le ali della libertà, L'attacco dei giganti – Il film: parte III. L'urlo del risveglio
- Adam Bindewald nell'edizione home video di Godzilla - Il pianeta dei mostri, Godzilla - Minaccia sulla città e Godzilla mangiapianeti
- Johnny in Sing, Sing 2 - Sempre più forte
- Spiller in Arrietty - Il mondo segreto sotto il pavimento
- Yamagata in Akira (ridoppiaggio 2018)
- Shinnosuke "Shinno" Kanomura in A te che conosci l'azzurro del cielo - Her Blue Sky
- Gnauss in Ni no kuni
- Kichiya in Miss Hokusai
- Ted Wiggins in Lorax - Il guardiano della foresta
- Katsu Kimura in Spie sotto copertura
- Rocket in PAW Patrol - Il film[2]
- Yosuke Azumi in Fireworks - Vanno visti di lato o dal basso?
- Hokuto "Toto" Mitarai in Goodbye, DonGlees!
- Azzurrino in Unicorn Wars
- Kitty in PAW Patrol - Il super film
- Branch in Trolls- Missione Vacanze, Trolls - Buone Feste in Armonia

### Serie d'animazione
- Eren Jaeger in L'attacco dei giganti
- Saitama in One-Punch Man
- Reptil in Super Hero Squad Show, Marvel Super Hero Adventures
- Trent in A tutto reality - L'isola, A tutto reality - Azione!, A tutto reality - Il tour
- Mest Gryder in Fairy Tail, Fairy Tail: 100 Years Quest
- Seido Takizawa in Tokyo Ghoul
- Yashamaru in Naruto Shippuden (ep. 297)
- Momme in Trenk, il piccolo cavaliere
- Habib in Chi Rho - I misteri del tempo
- Harada in Death Parade
- Crash Bandicoot in Skylanders Academy
- Jadeite in Pretty Guardian Sailor Moon Crystal
- Branch in Trolls - La festa continua!, Trolls: TrollsTopia
- Amadeus Cho in Ultimate Spider-Man
- Don in The Promised Neverland
- Ruth in The Ancient Magus Bride
- Jalil Kubdel in Miraculous - Le storie di Ladybug e Chat Noir
- Simon (stagione 1) in The Seven Deadly Sins - Nanatsu no taizai
- Sam in Sadie e Gilbert
- Matteo in Atout 5
- Polyester in New Panty & Stocking with Garterbelt
- Casval Rem Deikun / Char Aznable in Mobile Suit Gundam GQuuuuuuX
- Hideo Shimada in Kiseiju - L'ospite indesiderato
- Chiacchierino e Lukas Remy in Kong - Re dei primati
- Jacob Grimm in The Grimm Variations
- Trent Ferran in Wolf King
- Koji Kabuto in Goldrake U
- Burgertron in Transformers: Botbots
- Kenzo Yamashita in Kengan Ashura
- Iris in Torneo 7 Fiori
- Ryoga Hibiki in Ranma ½ (serie 2024)
- Amos in Secret Level
- Rakan in Solo Leveling

### Soap opera e telenovelas
- Pablo Espinosa in Violetta
- Francisco Bass in Rebelde Way
- Yago Muñoz in Miss XV - MAPS
- Micael Borges in Rebelde

### Videogiochi
- Jake in PAW Patrol World (2023)[3]

## Riconoscimenti
- La Musa d'Oro 2021 - Miglior doppiaggio maschile SERIE TV  per Grant Gustin (BARRY ALLEN / FLASH) in The Flash
- La Musa d'Oro 2022 - Miglior Doppiatore Animazione per “Eren” in “L’attacco dei giganti”

## Teatro
- Lavoriamoci su (2015)[4]
- Potrebbe andare peggio (2017)[5]
- Jazz Fiction (2018)[6]
- Pop Art (2018)